# Cenzura w Chińskiej Republice Ludowej
Cenzura w Chińskiej Republice Ludowej (ChRL) jest wdrażana i nakazana przez partię rządzącą ChRL, Komunistyczną Partię Chin (KPCh). Rząd cenzuruje treści głównie z powodów politycznych, ale także po to, aby zachować kontrolę nad ludnością. Rząd chiński uznaje, że ma prawo do kontrolowania treści w Internecie na swoim terytorium i że ich zasady cenzury nie naruszają prawa ich obywateli do wolności słowa. Odkąd Xi Jinping został sekretarzem generalnym Komunistycznej Partii Chin (de facto najważniejszym przywódcą) w 2012 r., cenzura została „znacznie zintensyfikowana”.
Rządowa cenzura dotyka wszystkich mediów, które mogą dotrzeć do szerokiego grona odbiorców. Obejmuje to telewizję, prasę, radio, film, teatr, wiadomości tekstowe, komunikatory, gry wideo, literaturę i Internet. Chińscy urzędnicy mają dostęp do nieocenzurowanych informacji za pośrednictwem wewnętrznego systemu dokumentów.
Reporterzy bez Granic oceniają sytuację Chin w zakresie wolności prasy jako „bardzo poważną”, najgorszą w ich pięciostopniowej skali. W sierpniu 2012 r. OpenNet Initiative zaklasyfikowała cenzurę internetową w Chinach jako „wszechobecną” w obszarach polityki i bezpieczeństwa oraz „znaczącą” w obszarach społecznym i internetowym. Freedom House klasyfikuje chińską prasę jako „niewolną”, najgorszy możliwy ranking, opisując, że „kontrolę państwa nad mediami informacyjnymi w Chinach osiąga się poprzez złożoną kombinację monitorowania treści wiadomości przez partie, ograniczeń prawnych o dziennikarzach i zachętach finansowych do autocenzury” oraz rosnącą praktykę usuwania „materiałów napisanych przez albo o Internetowych aktywistach”.
Znaczącymi beneficjentami tej sytuacji, poza chińskim rządem, są liczne chińskie firmy, takie jak Baidu, Tencent i Alibaba, jedne z największych przedsiębiorstw internetowych na świecie, które uzyskały swoją pozycję dzięki temu, ze Chiny zablokowały międzynarodowym rywalom (Google, Facebook itp.) dostęp do rynku krajowego.